# Henok Teklab
Henok Teklab (* 16. November 1998 in Frankfurt am Main) ist ein deutscher Fußballspieler. Er spielt für Royale Union Saint-Gilloise, einen Verein aus Belgien.

## Leben
Teklab begann seine fußballerische Karriere in seiner Geburtsstadt bei der SG Rot-Weiß Frankfurt.
Nach zwei Jahren beim FC Germania Schwanheim folgte 2017/2018 seine Rückkehr zu Rot-Weiß Frankfurt und gleichzeitig erste volle Saison im Herrenbereich. Dort gelangen ihm in 29 Partien in der Hessenliga 9 Tore sowie 9 Torvorlagen. Daraufhin folgte 2018 ein Wechsel in die höherklassige Regionalliga Südwest zum SC Hessen Dreieich. Nach 9 Einsätzen wechselte Teklab 2019 zurück in die Hessenliga zum VfB Ginsheim. Dort machte er mit guten Leistungen auf sich aufmerksam und nahm einen erneuten Anlauf in der Regionalliga. Er wechselte 2020 zum FC Bayern Alzenau und bestritt 38 von 42 möglichen Ligapartien. 2021 wechselte Teklab in die Regionalliga West zu Preußen Münster und gehörte dort in zwei Saisons mit 38 Scorerpunkten in 65 Ligaspielen zu den Leistungsträgern. Damit trug er maßgeblich dazu bei, dass die Münsteraner in der Saison 2022/2023 in die 3. Liga aufstieg.
Im Sommer 2023 wechselte Teklab zu Royale Union Saint-Gilloise, für die er gegen KV Mechelen in der ersten belgischen Liga debütierte und gegen VV St. Truiden seine erste Torvorlage beisteuerte. Außerdem kam Teklab im Europa-League-Spiel gegen den LASK zu seinem ersten Einsatz in einem europäischen Vereinswettbewerb. In seiner ersten Saison bestritt er 21 von 30 möglichen Ligaspielen, in denen er ein Tor schoss. Dazu kamen sechs Spiele im Europapokal und drei Pokalspiele, die mit dem Gewinn des belgischen Pokals endeten. Infolge eines Bruch des Wadenbeins waren es in der Saison 2024/25 nur 5 von 40 möglichen Ligaspielen, womit er zum Kader gehörte, der in dieser Saison belgischer Meister wurde, sowie zwei Spiele in der Qualifikation zur Champions League und das gewonnene Spiel um den Supercup.
Bekanntheit im Internet erlangte Teklab durch ein auf YouTube hochgeladenes Videos seines Tores für Preußen Münster gegen die zweite Mannschaft des 1. FC Köln. Ihm gelang nach einem Lauf beginnend in der eigenen Hälfte ein Tor, bei welchem er zudem den gegnerischen Torwart ausdribbelte. Das Video erreichte 32 Millionen Aufrufe.

## Erfolge
- Belgischer Meister: 2024/25
- Belgischer Pokalsieger: 2023/24
- Gewinner belgischer Supercup: 2024